# Cephalodella dixonnuttalli
Cephalodella dixonnuttalli är en hjuldjursart som beskrevs av Myers 1924. Cephalodella dixonnuttalli ingår i släktet Cephalodella och familjen Notommatidae. Inga underarter finns listade i Catalogue of Life.